# Statistička populacija
U statistici, populacija je skup sličnih objekata posmatranja koji dele bar jedno zajedničko svojstvo koje je predmet statističke analize. Na primer, populacija nekog naroda, između ostalih obeležja, deli zajedničko geografsko poreklo, jezik, književnost i genetičku osnovu, što ih razlikuje od ljudi drugih nacionalnosti. Primer može biti i galaksija Mlečni put, koja se sastoji populacije zvezda, ili hipotetična i potencijalno beskonačna grupa objekata zamišljena kao generalizacija iz iskustva (npr. skup svih mogućih deljenja u igri pokera). Zajednički cilj statističke analize je da se dobiju informacije o nekoj izabranoj populaciji. Nasuprot tome, statistički uzorak je posmatrani podskup izdvojen iz populacije da bi je predstavljao u statističkoj analizi. Ako je uzorak verodostojno odabran, tj. slučajno i bez pristrasnosti, karakteristike celokupne populacije iz koje potiče, po zakonu verovatnoće mogu biti predstavljene karakteristikama tog uzorka. Odnos veličine ovog statističkog uzorka prema veličini populacije naziva se frakcija uzorkovanja. Tada je moguće proceniti populacione parametre koristeći odgovarajuću statistiku uzorka.
Statistički i biološki pojmovi populacije se međusobno bitno razlikuju.

## Srednja vrednost
Srednja vrednost populacije, ili očekivana vrednost populacije, je mera centralne tendencije bilo distribucije verovatnoće ili slučajne promenljive koju karakteriše ta distribucija. U diskretnoj raspodeli verovatnoće slučajne promenljive X, srednja vrednost je jednaka zbiru svake moguće vrednosti ponderisane verovatnoćom te vrednosti; to jest, izračunava se uzimanjem proizvoda svake moguće vrednosti x oд X i njene verovatnoće p(x), a zatim sabiranjem svih ovih proizvoda, dajući {\displaystyle \mu =\sum xp(x)....}. Analogna formula važi za slučaj neprekidne raspodele verovatnoće. Nema svaka raspodela verovatnoće definisanu srednju vrednost (pogledajte Košijevu distribuciju za primer). Štaviše, srednja vrednost može biti beskonačna za neke distribucije.
Za konačnu populaciju, populacijska sredina svojstva je jednaka aritmetičkoj sredini datog svojstva, uzimajući u obzir svakog člana populacije. Na primer, srednja visina populacije jednaka je zbiru visina svake individue – podeljeno sa ukupnim brojem pojedinaca. Srednja vrednost uzorka može se razlikovati od srednje vrednosti populacije, posebno za male uzorke. Zakon velikih brojeva novodi da što je veća veličina uzorka, veća je verovatnoća da će srednja vrednost uzorka biti bliska srednjoj vrednosti populacije.

## Subpopulacija
Subpopulacija je podskup populacije, ako dele jedno ili više dodatnih svojstva. Na primer, ako je sveukupna populacija jedan narod, subpopulacija mogu biti njegove polne kategorije, ili ako su populacija sve apoteke u svetu, subpopulacija su sve apoteke u Egiptu. Nasuprot tome, podskup populacije koji nema dodatno  prisustvo bilo kojeg zajedničkog dodatnog svojstva zove se uzorak. Primer mogu biti 30 nasumično odabranih osoba posmatranog uzorka ili karata iz datog kompleta.
Opisna (deskriptivna) statistika može dati različite rezultate za različite subpopulacije. Na primer, određeni lekovi mogu imati različite efekte na različite subpopulacije, a ovi efekti mogu biti zasenjeni ili odbačeni ako takve posebne subpopulacija nisu identifikovane i ispitane u izolaciji. Isto tako, parametri se često mogu preciznije proceniti ako se subpopulacije odvoje: distribuciju telesne visine ljudi je bolje modelovati prema muškaracima i ženama  kao zasebnim subpopulacijama, na primer.
Populacije koje se sastoje od subpopulacija mogu se modelovati pomoću mešovitih modela, kombinovanjem distribucije unutar subpopulacija u ukupnoj distribuciji populacije. Čak i kada su subpopulacije dobro modelovane po jednostavnom modelu, sveukupna populacija može biti loše prilagođena, što može biti dokaz za postojanje subpopulacija. Na primer, u dve jednake subpopulacije, obe normalno distribuirane, ako imaju iste standardne devijacije a različite srednje vrednosti, ukupne distribucije će ispoljavati nisku sličnost u odnosu na normalnu distribuciju. Srednja vrednost subpopulacija će pasti na račun ukupne distribucije. Ako su dovoljno razdvojene, formiraju bimodalnu distribuciju, a bez toga, na grafičkom prikazu imaju jednostavan i širok vrhunac. Nadalje, ispoljavaće nadvišavanje disperzije, u odnosu na jedinstvenu normalnu distribuciju date varijacije. Alternativno, ako su subpopulacije sa istom srednjom vrednošću i različitim standardnim devijacijacijama, ukupna populacija će ispoljavati visoku sličnost, s oštrijm  vrhom i težim krajevima (i shodno tome plićim prelaznim kategorijama) nego kod jednostavne distribucije.

## Literatura
- Illowsky, Barbara; Dean, Susan (2014). Introductory Statistics. OpenStax CNX. ISBN 9781938168208.
- David W. Stockburger, Introductory Statistics: Concepts, Models, and Applications Архивирано на веб-сајту  (28. мај 2020), 3rd Web Ed.  Missouri State University.
- OpenIntro Statistics, 3rd edition by Diez, Barr, and Cetinkaya-Rundel
- Cohen, J. (1990). "Things I have learned (so far)". American Psychologist, 45, 1304–1312.
- Gigerenzer, G. (2004). "Mindless statistics". Journal of Socio-Economics, 33, 587–606. . doi:10.1016/j.socec.2004.09.033. Недостаје или је празан параметар |title= (помоћ)
- Ioannidis, J.P.A. (2005). "Why most published research findings are false". PLoS Medicine, 2, 696–701. . doi:10.1371/journal.pmed.0040168. Недостаје или је празан параметар |title= (помоћ)
- Bol'shev, Login Nikolaevich (2001) [1994], „Statistical Estimator”,  Ур.: Hazewinkel, Michiel, Encyclopedia of Mathematics, Springer Science+Business Media B.V. / Kluwer Academic Publishers, ISBN 978-1-55608-010-4.
- Jaynes, E. T. (2007), Probability Theory: The logic of science (5 изд.), Cambridge University Press, ISBN 978-0-521-59271-0.
- Kosorok, Michael (2008). Introduction to Empirical Processes and Semiparametric Inference. Springer Series in Statistics. Springer. ISBN 978-0-387-74978-5. doi:10.1007/978-0-387-74978-5.
- Lehmann, E. L.; Casella, G. (1998). Theory of Point Estimation (2nd изд.). Springer. ISBN 0-387-98502-6.
- Shao, Jun (1998), Mathematical Statistics, Springer, ISBN 0-387-98674-X
- History of Probability and Statistics and Their Applications before 1750. Wiley Series in Probability and Statistics (на језику: енглески). 1990. ISBN 9780471725169. doi:10.1002/0471725161.
- Edwards, A.W.F (2002). Pascal's arithmetical triangle: the story of a mathematical idea (2nd изд.). JHU Press. ISBN 0-8018-6946-3.
- Huygens, Christiaan (1657). De ratiociniis in ludo aleæ (English translation, published in 1714).
- Billingsley, Patrick (1995). Probability and measure. Wiley Series in Probability and Mathematical Statistics (Third edition of 1979 original изд.). New York: John Wiley & Sons, Inc. ISBN 0-471-00710-2. MR 1324786.
- Casella, George; Berger, Roger L. (2001). Statistical inference. Duxbury Advanced Series (Second edition of 1990 original изд.). Pacific Grove, CA: Duxbury. ISBN 0-534-11958-1.
- Feller, William (1968). An introduction to probability theory and its applications. Volume I (Third edition of 1950 original изд.). New York–London–Sydney: John Wiley & Sons, Inc. MR 0228020.
- Feller, William (1971). An introduction to probability theory and its applications. Volume II (Second edition of 1966 original изд.). New York–London–Sydney: John Wiley & Sons, Inc. MR 0270403.
- Johnson, Norman L.; Kotz, Samuel; Balakrishnan, N. (1994). Continuous univariate distributions. Volume 1. Wiley Series in Probability and Mathematical Statistics (Second edition of 1970 original изд.). New York: John Wiley & Sons, Inc. ISBN 0-471-58495-9. MR 1299979.
- Papoulis, Athanasios; Pillai, S. Unnikrishna (2002). Probability, random variables, and stochastic processes (Fourth edition of 1965 original изд.). New York: McGraw-Hill. ISBN 0-07-366011-6.
- Ross, Sheldon M. (2019). Introduction to probability models (Twelfth edition of 1972 original изд.). London: Academic Press. ISBN 978-0-12-814346-9. MR 3931305. doi:10.1016/C2017-0-01324-1.
- Lindsay, B. G. (1995). Mixture Models: Theory, Geometry, and Applications. NSF-CBMS Regional Conference Series in Probability and Statistics. 5. Hayward: Institute of Mathematical Statistics.
- Marin, J.M.; Mengersen, K.; Robert, C. P. (2011). „Bayesian modelling and inference on mixtures of distributions” (PDF).  Ур.: Dey, D.; Rao, C.R. Essential Bayesian models. Handbook of statistics: Bayesian thinking - modeling and computation. 25. Elsevier. ISBN 9780444537324.
- McLachlan, G.J.; Peel, D. (2000). Finite Mixture Models. Wiley. ISBN 978-0-471-00626-8.
- Press, WH; Teukolsky, SA; Vetterling, WT; Flannery, BP (2007). „Section 16.1. Gaussian Mixture Models and k-Means Clustering”. Numerical Recipes: The Art of Scientific Computing (3rd изд.). New York: Cambridge University Press. ISBN 978-0-521-88068-8.
- Titterington, D.; Smith, A.; Makov, U. (1985). Statistical Analysis of Finite Mixture Distributions. Wiley. ISBN 978-0-471-90763-3.